# Jicchak Vissoker
Jicchak Vissoker (anglickou transkripcí Itzhak Vissoker nebo Itzhak Visoker; hebrejsky יצחק ויסוקר; narozen 18. září 1944) je bývalý izraelský fotbalový brankář a reprezentant.
Za sezónu 1979/80 se stal izraelským fotbalistou roku.

## Klubová kariéra
- Hapoel Petah Tikva 1963–1977
- Maccabi Netanya FC 1977–1980

## Reprezentační kariéra
V A-mužstvu Izraele debutoval 29. 12. 1963 v kvalifikačním zápase v Saigonu proti reprezentaci Jižního Vietnamu (výhra 1:0). Zúčastnil se MS 1970 v Mexiku a LOH 1976 v Kanadě. Celkem odehrál v letech 1963–1976 za izraelský národní tým 70 zápasů.